# John Stewart MacArthur

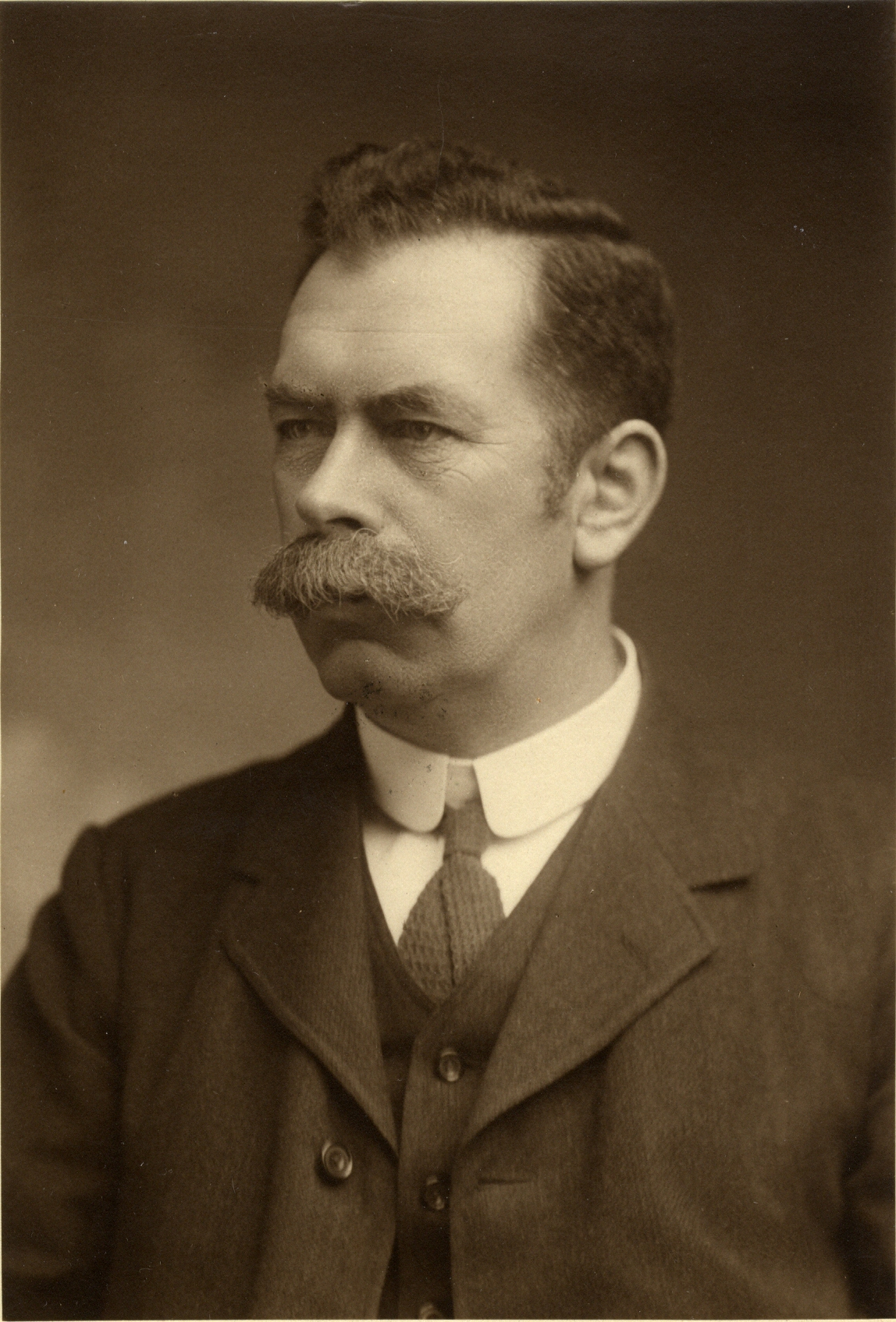
John Stewart MacArthur

John Stewart MacArthur (* 9. Dezember 1856 in Glasgow; † 16. März 1920 in Pollokshields, Glasgow) war ein schottischer Chemiker.
1887 entwickelte er mit den Brüdern Robert und William Forrest (beides Ärzte) das  MacArthur-Forrest-Verfahren zur Anreicherung von Gold mit Kalium-Cyanid. Damals arbeitete er für die Firma von Charles Tennant in Glasgow. Er war ab 1871 als Lehrling in deren Tharsis Sulphur and Copper Company eingetreten. Dass das chemisch träge Gold in Cyanidlösungen gelöst werden kann (es bildet Komplexe aus) hatte schon Carl Wilhelm Scheele im 18. Jahrhundert entdeckt. Das Verfahren revolutionierte die Goldgewinnung und wurde erfolgreich 1890 in Südafrika eingesetzt. Das Verfahren wurde zwar patentiert, es gab aber einen langen Rechtsstreit um die Patente. Südafrikanische Minenbesitzer, die mit der Erfindung reich wurden, erreichten die Annullierung der Patente, so dass MacArthur schließlich leer ausging. 
Er befasste sich später mit der Extraktion von Vanadium aus Radium-haltigen Erzen und mit der Gewinnung von Radium. 1911 gründete er in Halton eine Radium-Fabrik und zog 1915 nach Balloch um (Loch Lomond Radium Works).